# Graufthal

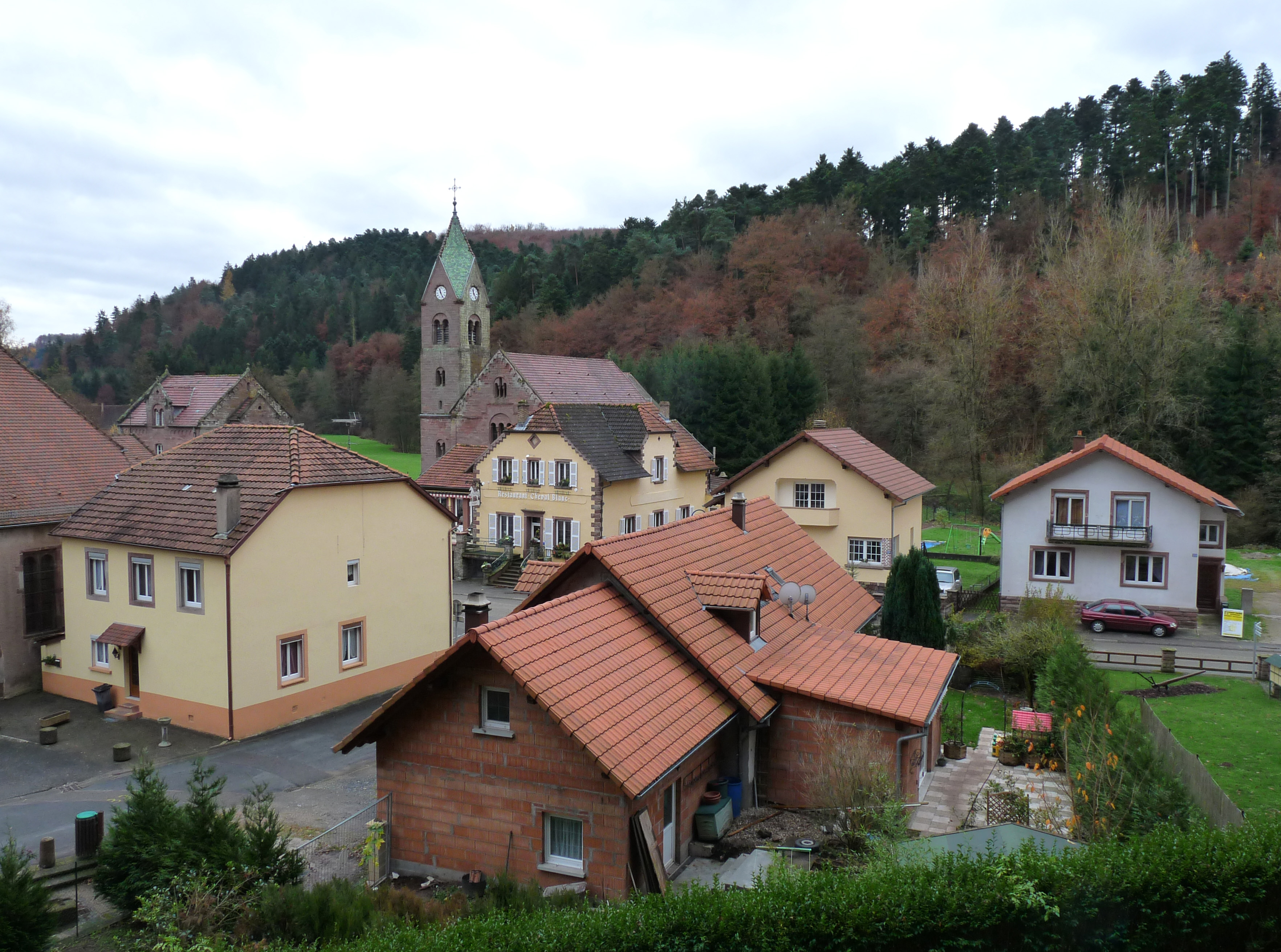
Blick auf Graufthal von den Felsenhäusern aus

Graufthal, früher (im 18. Jh.) Krauffthal (Carte de Cassini), ist ein Ortsteil der Gemeinde Eschbourg im Département Bas-Rhin in der Region Grand Est (bis 2015 Elsass).  

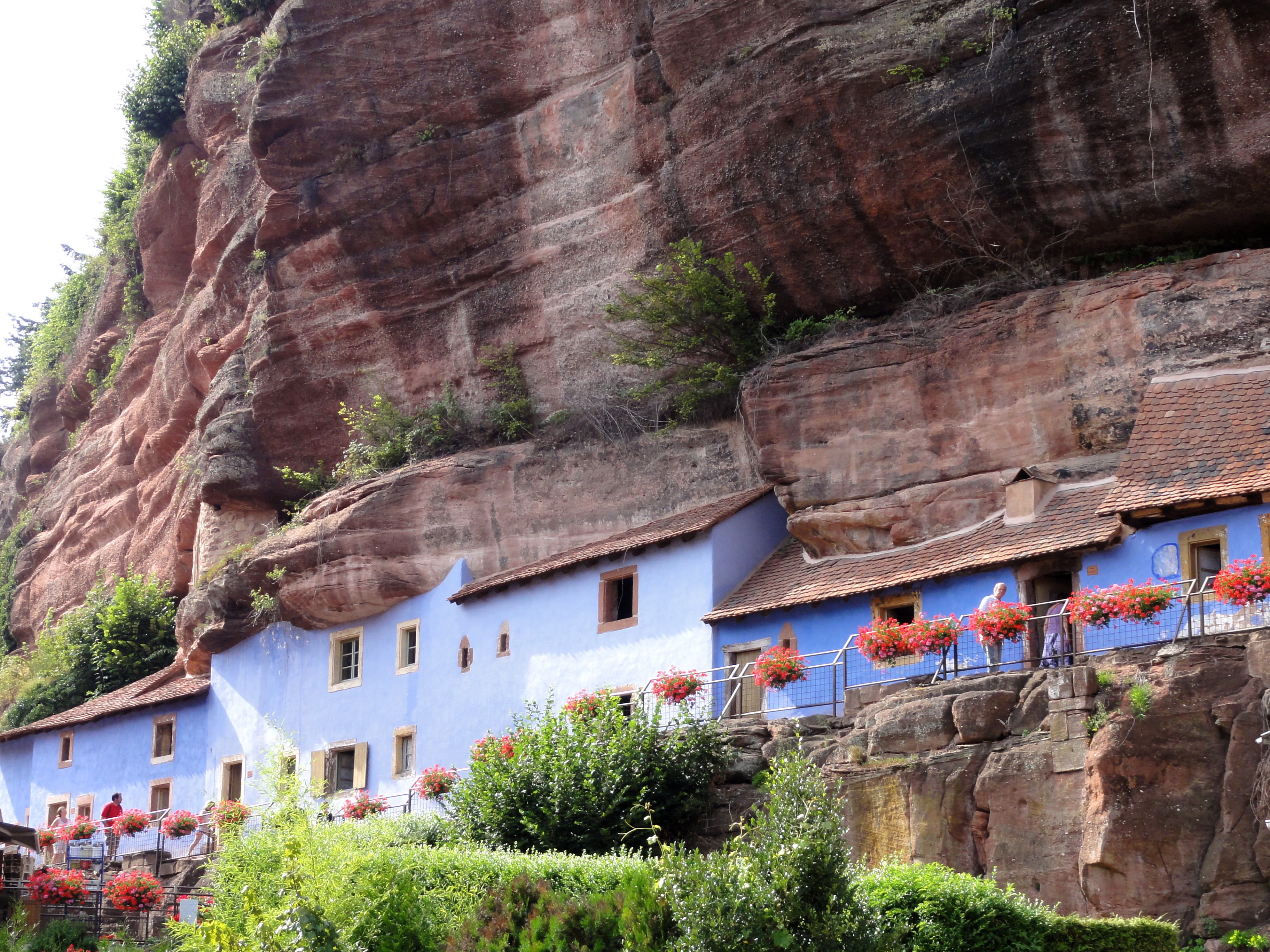
Die Felsenhäuser von Graufthal

Größte Sehenswürdigkeit des Ortes sind die Felsenhäuser (Maisons des Rochers). Die zunächst als Lager genutzten Höhlen im Steilhang wurden ab dem 18. Jahrhundert zu Wohnungen ausgebaut. Die letzte Bewohnerin, Catherine Ottermann, starb 1958.
Weiter steht hier die Ruine des Klosters Kraufthal.